# Buschhacker

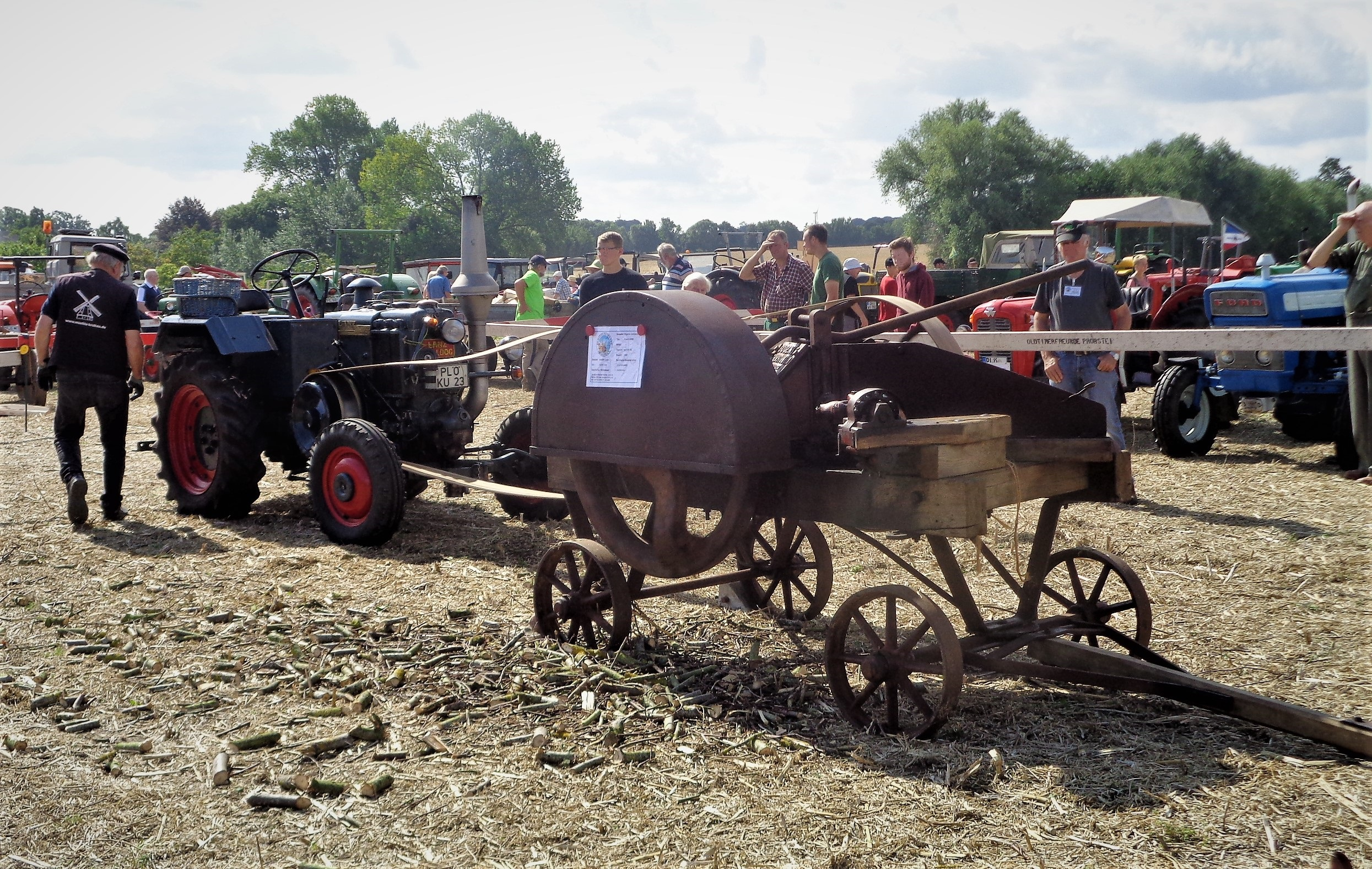
Buschhacker Bogense Jernstøberi, Baujahr 1942

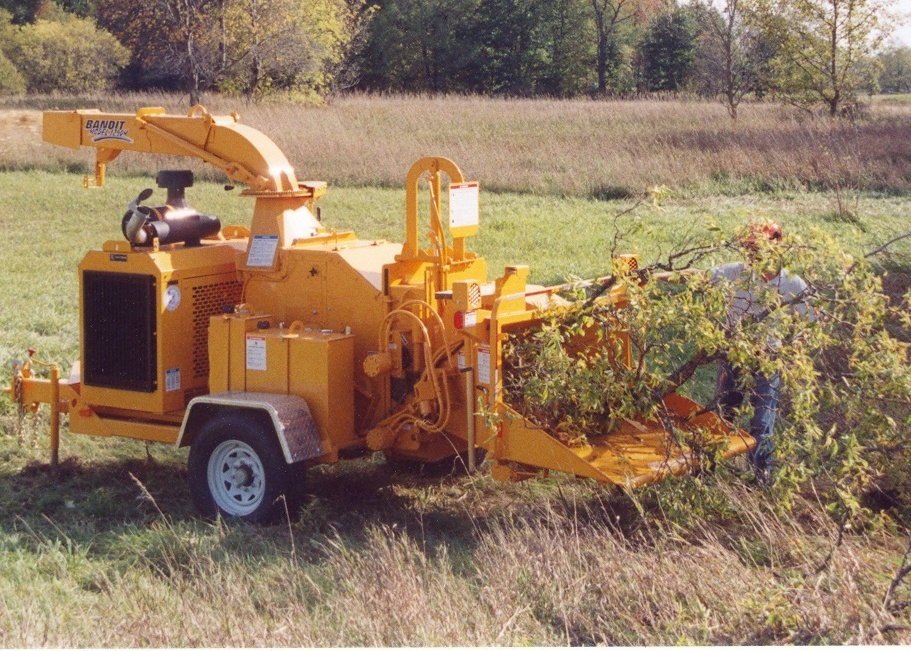
Moderner Buschhacker im Einsatz

Ein Buschhacker ist ein Schredder zur Produktion von Hackschnitzeln. Mobile oder stationäre Scheiben-, Trommel- oder Schneckenhacker zerkleinern Waldrestholz (beispielsweise abgeschnittene Äste), Schwachholz (zu geringer Durchmesser) und anderes minderwertiges Holz (zum Beispiel aus einer Durchforstung, Schnittgut aus Landschaftspflegemaßnahmen oder angemorschtes Altholz), welches von der Industrie nicht zu höherwertigen Produkten verarbeitet werden kann. Im Garten- und Landschaftsbau werden damit Zweige und Äste gehäckselt, die als Dünger oder zur Bodenabdeckung verwendet werden.

## Arbeitsweise
Beim modernen Geräten ist der Buschhacker ein Anhänger zu einem Traktor oder LKW. Die benötigte Antriebskraft wird entweder über eine Zapfwelle vom Motor des Zugfahrzeuges oder durch einen eingebauten separaten Motor bereitgestellt. Mit einem Zahnrad werden Äste und Zweige in einen Metalltrichter gezogen. Im Gerät ist ein rotierendes Messer, das die Äste zerschreddert. Die erzeugten Holzschnitzel werden zum Abtransport auf einen LKW oder direkt in die Vegetation befördert.
Seit den 1990ern gibt es auch elektrisch betriebene Buschhacker für den privaten Gebrauch (siehe dazu Schredder (Maschine)#Häcksler zur Zerkleinerung von Grünabfällen).